# Cnemolia guineensis
Cnemolia guineensis är en skalbaggsart som beskrevs av Franz 1942. Cnemolia guineensis ingår i släktet Cnemolia och familjen långhorningar. Inga underarter finns listade i Catalogue of Life.